# Fudbalski klub Kozara Gradiška
Il Fudbalski klub Kozara Gradiška è una società calcistica bosniaca di Bosanska Gradiška.

## Storia
È stata fondata nel 1945.
Nella stagione 2002-2003 e nella stagione 2011-2012 ha militato nella massima serie del campionato bosniaco di calcio.

## Palmarès

### Competizioni nazionali
- Republička liga Bosne i Hercegovine: 1

1980-1981
- Prva liga Republike Srpske: 1

2010-2011
- Kup Republike Srpske: 3

1993-1994, 1999-2000, 2000-2001

### Altri piazzamenti
- 2. Savezna liga:

Terzo posto: 1973-1974 (girone ovest)
- Prva liga Republike Srpske:

Secondo posto: 2008-2009
Terzo posto: 2004-2005, 2007-2008, 2012-2013

## Organico

### Rosa 2011-2012
| N. |                                 | Ruolo | Calciatore                    |
| -- | ------------------------------- | ----- | ----------------------------- |
| 1  | Bosnia ed Erzegovina (bandiera) | P     | Stefan Đakušić                |
| 3  | Bosnia ed Erzegovina (bandiera) | D     | Ognjen Petrović               |
| 4  | Bosnia ed Erzegovina (bandiera) | D     | Slaviša Kovačević             |
| 5  | Bosnia ed Erzegovina (bandiera) | D     | Leonid Ćorić                  |
| 6  | Bosnia ed Erzegovina (bandiera) | C     | Slaviša Ujić                  |
| 7  | Bosnia ed Erzegovina (bandiera) | A     | Dejan Kojić                   |
| 8  | Bosnia ed Erzegovina (bandiera) | D     | Miljan Bajić                  |
| 9  | Bosnia ed Erzegovina (bandiera) | A     | Aleksandar Malbašić           |
| 10 | Serbia (bandiera)               | C     | Marko Basara                  |
| 11 | Bosnia ed Erzegovina (bandiera) | C     | Goran Popović (capitano)      |
| 12 | Bosnia ed Erzegovina (bandiera) | P     | Dalibor Kozić (vice-capitano) |

| N. |                                 | Ruolo | Calciatore          |
| -- | ------------------------------- | ----- | ------------------- |
| 13 | Bosnia ed Erzegovina (bandiera) | C     | Irman Hodžić        |
| 14 | Bosnia ed Erzegovina (bandiera) | A     | Senad Mujić         |
| 15 | Bosnia ed Erzegovina (bandiera) | C     | Goran Majdanac      |
| 16 | Bosnia ed Erzegovina (bandiera) | C     | Đorđe Topić         |
| 17 | Serbia (bandiera)               | C     | Milan Srećo         |
| 18 | Bosnia ed Erzegovina (bandiera) | D     | Nemanja Stančić     |
| 19 | Bosnia ed Erzegovina (bandiera) | C     | Ognjen Gnjatić      |
| 20 | Bosnia ed Erzegovina (bandiera) | C     | Srboljub Jandrić    |
| 21 | Bosnia ed Erzegovina (bandiera) | C     | Nemanja Stjepanović |
| 22 | Serbia (bandiera)               | D     | Miodrag Gigović     |
| 23 | Serbia (bandiera)               | A     | Bojan Spasojević    |
| 24 | Serbia (bandiera)               | P     | Bojan Petrović      |